# Collegium Witelona Uczelnia Państwowa
Collegium Witelona Uczelnia Państwowa – polska publiczna uczelnia zawodowa w Legnicy powstała 1 lipca 1998 roku jako Wyższa Szkoła Zawodowa, od 15 marca 2000 roku do 31 grudnia 2021 funkcjonująca pod nazwą Państwowa Wyższa Szkoła Zawodowa im. Witelona w Legnicy.
Uczelnia ta finansowana jest przez dotację z budżetu Państwa oraz przez Ministerstwo Nauki i Szkolnictwa Wyższego. Działalność edukacyjna placówki skoncentrowana jest na umożliwieniu studiowania na poziomie wyższym osobom, które nie mają możliwości nauki w oddalonych ośrodkach akademickich. Jest jedną z największych państwowych uczelni zawodowych w kraju, na której studiowało około 14 tysięcy studentów.
Kształci studentów na dwunastu podstawowych kierunkach, na studiach stacjonarnych oraz niestacjonarnych. Państwowa Wyższa Szkoła Zawodowa im. Witelona w Legnicy jest uczelnią interdyscyplinarną z przewagą kierunków humanistycznych. W jej ramach znajdują się trzy wydziały i jednostki ogólnouczelniane.
Według stanu na inaugurację roku 2023/2024 na uczelni studiuje łącznie 3419 studentów, w tym 221 w nowo powstałej filii we Wrocławiu.
1 stycznia 2022 roku uczelnia zmieniła nazwę na „Collegium Witelona - Uczelnia Państwowa”. Było to związane m.in. z planami przekształcenia uczelni z zawodowej na akademię (uczelnię akademicką).

## Historia
W latach 90. XX wieku ówczesne władze województwa legnickiego podjęły starania u władz państwowych o powołanie do życia w Legnicy pierwszej samodzielnej państwowej uczelni wyższej. Rada Ministrów przychylnie rozpatrzyła ten wniosek i 16 czerwca 1998 roku na rozporządzenia Minister Edukacji Narodowej powołał z dniem 1 lipca 1998 roku Wyższą Szkołę Zawodową w Legnicy. Pod koniec roku uczelnia ta otrzymała od Skarbu Państwa dawny kompleks koszarowy Królewskiego Pułku Grenadierów nr 7 przy ulicach Hutników i Sejmowej.
W dniu 15 marca 2000 roku dokonano zmiany nazwy uczelni na Państwową Wyższą Szkołę Zawodową w Legnicy. W następnym roku mury uczelni opuścili pierwsi jej absolwenci z tytułami licencjatów, a w 2002 roku z tytułami inżynierów. 25 marca 2003 roku patronem legnickiej PWSZ został Witelon, wybitny śląski naukowiec. W 2007 roku miała miejsce reorganizacja struktur uczelni. Powołano do życia cztery wydziały:
- Wydział Administracji
- Wydział Politologii
- Wydział Pedagogiki, Turystyki i Rekreacji
- Wydział Zarządzania i Informatyki.

Ważnym wydarzeniem było nadanie w 2008 roku przez Minister Nauki i Szkolnictwa Wyższego Wydziałowi Zarządzania i Informatyki uprawnień do prowadzenia studiów magisterskich na kierunku zarządzanie i inżynieria produkcji. Tym samym legnicka PWSZ stała się zatem pierwszą w Polsce państwową uczelnią zawodową, która uzyskała zgodę na prowadzenie studiów magisterskich na kierunku technicznym.
W 2009 roku odbyła się pierwsza inauguracja roku akademickiego na Uniwersytecie Trzeciego Wieku. W uroczystości uczestniczyło 137 słuchaczy. Również w tym samym roku miało miejsce uroczyste otwarcie Domu Studenta przy ul. Adama Mickiewicza 10. W 2012 roku zmianie uległa dotychczasowa struktura organizacyjna uczelni na której powołano następujące wydziały:
- Wydział Nauk Społecznych i Humanistycznych
- Wydział Nauk o Zdrowiu i Kulturze Fizycznej
- Wydział Nauk Technicznych i Ekonomicznych
- Wydział Politologii[9].

W roku akademickim 2023/2024 została utworzona filia uczelni we Wrocławiu, gdzie kształci studentów na kierunkach psychologii i prawa.

## Program dydaktyczny
Aktualnie uczelnia oferuje możliwość kształcenia na kilkunastu kierunkach studiów prowadzonych w ramach trzech wydziałów oraz fili we Wrocławiu.
Studia I stopnia
Wydział Nauk Technicznych i Ekonomicznych
- Finanse, rachunkowość i podatki
- Zarządzanie (lic.)[11]
- Energetyka (inż.)[12]
- Informatyka (inż.)[13]
- Logistyka i transport (inż.)[14]
- Zarządzanie i inżynieria produkcji (inż.)[15]

Wydział Nauk Społecznych i Humanistycznych
- Administracja (lic.)[16]
- Bezpieczeństwo wewnętrzne (lic.)[17]

Wydział Nauk o Zdrowiu i Kulturze Fizycznej
- Dietetyka (lic.)[18]
- Kosmetologia (lic.)[19]
- Pielęgniarstwo (lic.)[20]
- Położnictwo (lic.)[21]
- Ratownictwo medyczne (lic.)[22]

Filia we Wrocławiu
- Informatyka (inż.)[23] *

Studia II stopnia
Wydział Nauk Technicznych i Ekonomicznych
- Finanse i zarządzanie w przedsiębiorstwie[24]
- Inżynieria produkcji i logistyki[25]

Wydział Nauk Społecznych i Humanistycznych
- Menedżer administracji publicznej[26]
- Bezpieczeństwo wewnętrzne[27]

Wydział Nauk o Zdrowiu i Kulturze Fizycznej
- Pielęgniarstwo[28]
- Położnictwo[29] *
- Ratownictwo medyczne[30] *
- Zdrowie publiczne[31]

Jednolite studia magisterskie
Wydział Nauk Społecznych i Humanistycznych
- Prawo[32]
- Psychologia[33]

Wydział Nauk o Zdrowiu i Kulturze Fizycznej
- Fizjoterapia[34]

Filia we Wrocławiu
- Prawo[35]
- Psychologia[36]

* - rekrutacja będzie prowadzona po uzyskaniu zgody ministra właściwego do spraw szkolnictwa wyższego na ich uruchomienie

## Wydziały
- Wydział Nauk Technicznych i Ekonomicznych[37]
- Wydział Nauk Społecznych i Humanistycznych[38]
- Wydział Nauk o Zdrowiu i Kulturze Fizycznej[39]

## Jednostki ogólnouczelniane i międzywydziałowe
- Biblioteka
- Wydawnictwo
- Biuro Karier
- Akademickie Centrum Kompetencji

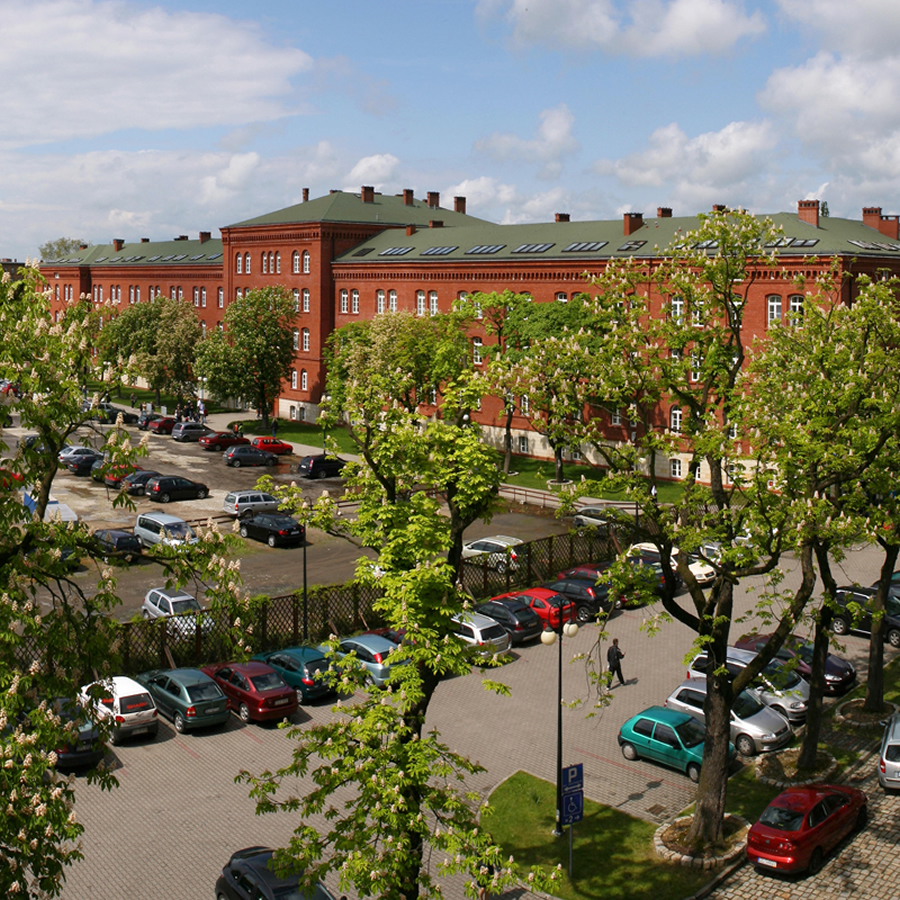
Widok kampusu uczelni

- Ośrodek szkolenia i egzaminowania maszynistów oraz kandydatów na maszynistów
- Instytut Technologii i Innowacji
- Klub Uczelniany Akademickiego Związku Sportowego

## Kampusy i budynki uczelniane
Na obecny kampus składają się głównie budynki zlokalizowane między ulicami Hutników i Sejmową na legnickim śródmieściu. Kompleks ten obejmuje powierzchnię 5,2 hektara oraz obejmuje 4 budynki dydaktyczne (5A, 5C, 5D i 5E), a także budynek 5B przeznaczony do adaptacji na cele wykładowe.
Przy ulicy Adama Mickiewicza 10 znajduje się XIX-wieczna kamienica, która została zaadaptowana na dom studencki. Przeznaczony jest on dla 161 studentów w nowocześnie wyposażonych pokojach jedno-, dwu-, trzy- i czteroosobowych, które są umeblowane i wyposażone w sanitariaty oraz aneksy kuchenne.

## Władze

### Władze rektorskie[43]
- Rektor: prof. dr hab. Andrzej Panasiuk
- Prorektor ds. Dydaktyki i Studentów: dr Monika Wierzbicka
- Prorektor ds. Nauki i Współpracy z Zagranicą: dr Bogumiła Wątorek
- Prorektor ds. Rozwoju: dr inż. Piotr Nadybski

### Władze administracyjne
- Kanclerz: mgr Robert Burba
- Zastępca kanclerza: mgr Jerzy Stefaniak
- kwestor: mgr Andrzej Senko

### Władze wydziałów

#### Wydział Nauk Technicznych i Ekonomicznych[44]
- Dziekan: dr Przemysław Siudak
- Prodziekan: dr Joanna Kenc
- Prodziekan: mgr inż. Krzysztof Kolbusz

#### Wydział Nauk Społecznych i Humanistycznych[45]
- Dziekan: dr Małgorzata Buchla
- Prodziekan: dr Kaja Kajdan
- Prodziekan: mgr Magdalena Zagrodnik-Sowińska

#### Wydział Nauk o Zdrowiu i Kulturze Fizycznej[46]
- Dziekan: dr Monika Stanaszek
- Prodziekan: mgr Łukasz Gruba
- Prodziekan: mgr Renata Hołowiak

### Poczet rektorów
1. 1998-2007: prof. dr hab. dr h.c. Stanisław Józef Dąbrowski – politolog
2. 2007-2020: prof. dr hab. dr h.c. inż Ryszard Kazimierz Pisarski – zootechnik
3. 2020-2024: prof. dr hab. Andrzej Panasiuk - prawnik[47][48]

## Samorząd Studencki "RUSS"
Rada Uczelniana Samorządu Studenckiego w skrócie"RUSS", jest wybierana raz w roku z grona wszystkich studentów w liczbie 20 osób, dodatkowo w skład RUSS wchodzi 4 przedstawicieli studentów w Senacie Uczelni. Każdego maja samorząd organizuje juwenalia podczas których występują zespoły muzyczne z Polski i z zagranicy m.in. w 2008 Kult, Łzy, Maryla Rodowicz, Code Red, w 2009 Coma, Strachy na Lachy, Jay Delano, Alchemist Project, DJ W, w 2012 Kalwi&Remi, DJ W, DJ Nastia, Grubson, Rahim, Hope.
Samorząd jest również organizatorem innych imprez kulturalno-rozrywkowych takich jak "otrzęsiny", "Kabareton" i dyskoteki.
Oprócz rozrywki i zabawy członkowie RUSS-u myślą również o innych kierunkach działalności. W okresie przełomu listopada i grudnia organizowana jest coroczna Akcja Mikołajkowa "Studenci Dzieciom" podczas której zbierane są pieniądze na prezenty gwiazdkowe dla dzieci z domu dziecka. Regularnie odbywają się także zbiórki krwi pod hasłem Wampiriada.